# Grupo de Folclore do Rochão
O Grupo de Folclore do Rochão é um grupo de folclore madeirense fundado a 17 de Dezembro de 1986. O grupo organiza anualmente o Festival de Folclore do Rochão, um acontecimento marcante no calendário regional cultural, na temática da etnografia.

## Apresentação
Tendo como actividade a representação de vivências culturais dos nossos antepassados, tem desenvolvido um trabalho notável, reconhecido por várias entidades, não só regionais como também nacionais e internacionais.
Reconhecidos actualmente pelo valor patrimonial, cultural e histórico, apresenta condições para proporcionar a todos os elementos que o compõem e a toda a comunidade momentos de lazer e usufruto de conhecimento em termos morais, culturais e sociais.

### Vídeo de Apresentação
O Grupo de Folclore do Rochão  associou-se ao Documentário Madeira 4 Estações de autoria de Eduardo Costa , através da representação do baile de Cocoras Vídeo, aproveitando assim a oportunidade de divulgar o folclore madeirense, como a tradição das gentes do Rochão - Camacha.

## Localização
A Freguesia da Camacha  é parte integrante do concelho de Santa Cruz. Situada no interior da Madeira a uma altitude superior a 700 metros, dista 10 km da sede do concelho. Esta freguesia é atravessada e irrigada pela Ribeira do Porto Novo que aqui nasce, pelas levadas da Azenha e do Pico do Arvoredo, e pelo abundante caudal da levada da Serra. Com uma área de 1959 ha, destacam-se vários sítios habitados como o Sitio da Igreja, no centro, Salgados (cuja orografia é única), Nogueira e Ribeirinha a sul. Casais d’Além e Achadinha a norte. Rochão (é o maior de todos os sítios, tendo sido elevado à categoria de paróquia em 1961) e Ribeiro Serrão a leste e a oeste o Vale Paraíso e Ribeiro Fernando. Mas a diversidade está presente na Camacha, há lugares em que predomina a natureza no seu estado virgem como o Poiso e o Montado do Pereiro, nos quais podem ser apreciados um vasto conjunto de espécies da avifauna e um património vegetal indígena e exótico de rara qualidade.

## Origens
Um dos motivos que originou o Grupo de Folclore do Rochão, foi o gosto de cantar e de bailar, herança dos seus antepassados, principalmente nas noites de Natal, que ocupavam, deste modo, os tempos livres.
Colocado na zona alta da Camacha, é natural que uma das actividades do homem do Rochão fosse a pastorícia, daí a sua indumentária peculiar: trajo de seriguilha e camisa de estopa. Quando o clima era mais rigoroso usava camisola e barrete de lã de ovelha. Completavam este perfil a vara ou bordão, as cordas e os chocalhos. Calçavam bota chã.
A mulher do sítio do Rochão, gostava de parecer bem. Quando ia à missa ou à cidade, vestia a sua saia de lã tingida ou de baeta azul ou preta. A blusa era de linho fino ou chita. Na cabeça usava um lenço ou mantilha.
Em relação ao trajo de “cote” (indumentária de trabalho) das mulheres, colocavam na cintura, debaixo das saias, um rolo de pano arredondando nas ancas que fazia mover o vestido de um lado para outro. No Inverno, as mulheres vestiam geralmente mais do que uma saia, sendo a interior de estopa ou de lã branca. Durante as tarefas caseiras, as mulheres andavam com as pontas da saia presas ao cós.

## Historial
O Grupo de Folclore do Rochão foi fundado a 17 de Dezembro de 1986 por Alexandre Rodrigues e um grupo de jovens aficionados pelo folclore.  Este grupo surge a partir da cisão com outro grupo já existente no Rochão, devido mormente a discrepâncias relativamente à interpretação e representatividade dos usos e costumes das gentes do Rochão e da Camacha.
Desde a sua fundação, o grupo tem-se debruçado e empenhado no aprofundamento das diversas áreas de índole   étno-folclóricas, desde: a dança, a música, o canto, o traje, entre outras.
Em 1989, o grupo promove o primeiro intercâmbio com um grupo do continente português e, desde então, o grupo, incessantemente, tem promovido diversas permutas, quer com grupos nacionais, quer internacionais; a nível nacional, o grupo já percorreu de Norte a Sul e algumas ilhas do Arquipélago dos Açores; a nível internacional destacam-se as presenças em:  Espanha; Arquipélago da Canárias; França; Alemanha; Brasil; Itália e Inglaterra.
Também digno de registo é a realização de festivais de folclore bianuais, que já conta com a XI edição a nível nacional e IX a nível internacional e conferências inerentes a várias temáticas no âmbito da Etnografia e do Folclore, onde se destacam, "Os remédios d'outrora"; "O nosso folclore no limiar do Século XXI"; "Os tocadores de harmónica e o entretenimento popular"; etc.
Em 2006, a quando do vigésimo aniversário, o Grupo editou o seu primeiro CD, cujo título foi “Meia valsinha".
Atualmente, com cerca de quarenta elementos, o grupo desempenha um papel importante na preservação da cultura popular tradicional do Rochão e da Camacha.
O grupo tem participado regularmente em várias manifestações culturais na Região Autónoma da Madeira, bem como em arraiais e espectáculos em unidades hoteleiras.
A 17 de dezembro de 2016, ao comemorar trinta anos de existência, foi reconhecido como membro efectivo da Federação do Folclore Português.

### Digressões
- 1989 – Coimbra/Fala
- 1991- Espanha/Múrcia
- 1993- Serra da Estrela e Porto
- 1995- Braga e Serra da Estrela
- 1996- Algarve
- 1998- Viana do Castelo
- 1998- Coimbra/Fala
- 1998- Gijon/Astúrias
- 1999 - Açores
- 2000 - Espanha- Madrid/Saragoça
- 2001 - Alemanha
- 2003 - França/Clermont Ferrand/Paris
- 2004 - Brasil/São Paulo/Santa Catarina/Rio de Janeiro
- 2005 - Algarve/Calvário/Lagoa
- 2006 - Itália/Basilicata - Cidade de Calvello
- 2009 - Gens/Gondomar - Porto
- 2010 - Londres/Inglaterra
- 2011 - Sintra
- 2014 - Santo Tirso
- 2016 - Leça da Palmeira

## Discografia
Em Dezembro de 2006, o Grupo de Folclore do Rochão lançou o seu primeiro CD com o tema Meia Valsinha.

### Meia Valsinha

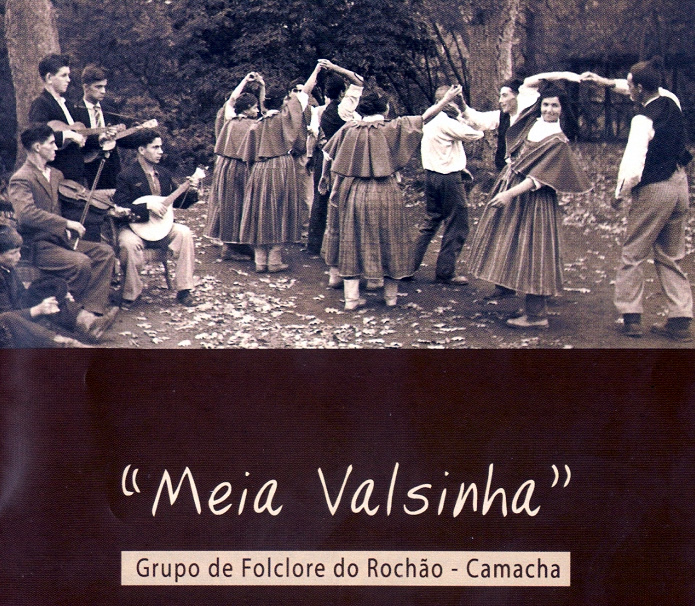
CD Meia Valsinha.

| Ano       | 2006                                               |
| Produtora | Paulo Ferraz Studio                                |
| Temas     | 1. Brinco d'Oito Ouvir                             |
| Temas     | 2. Baile da Viuvinha Ouvir                         |
| Temas     | 3. Charamba Ouvir                                  |
| Temas     | 4. Baile de Cócoras Ouvir                          |
| Temas     | 5. Fui-me confessar Ouvir                          |
| Temas     | 6. Eu fui ao mar à laranja Ouvir                   |
| Temas     | 7. Fado "No cemitério além" Ouvir                  |
| Temas     | 8. Bendito dos marinheiros Ouvir                   |
| Temas     | 9. Marinheiro Ouvir                                |
| Temas     | 10. Cantiga dos Reis Ouvir                         |
| Temas     | 11. Cantiga da carga Ouvir                         |
| Temas     | 12. Cantiga da ceifa Ouvir                         |
| Temas     | 13. Amores Amores Ouvir                            |
| Temas     | 14. Retirada interpretada por José Teixeira Ouvir  |
| Temas     | 15. Retirada interpretada por Abel Rodrigues Ouvir |